# Swarm of the Lotus
Swarm of the Lotus war eine US-amerikanische Metal-Band aus Baltimore, Maryland, die im Jahr 1998 gegründet wurde und sich 2006 auflöste. In den Jahren 2009 und 2010 war sie später wieder aktiv, bevor es zur endgültigen Auflösung kam.

## Geschichte
Die Band wurde im November 1998 gegründet und bestand aus dem Sänger und Gitarristen Peter Maturi, dem Gitarristen Bob Brockmeyer und dem Bassisten und Sänger John Brockmeyer. Bei Bob und John Brockmeyer handelt es sich um Zwillingsbrüder. Der Bandname statt von Maturi und soll den Begriff Freiheit symbolisieren. Im November 1999 kam Jon-John Michaud als Schlagzeuger zur Besetzung. Ihren ersten Auftritt hielt die Band im August 2000 ab. Da Swarm of the Lotus mit der Band Meatjack befreundet war, die bei At A Loss Recordings unter Vertrag stand, machte diese das Label auf die Band aufmerksam, woraufhin sie im Jahr 2001 ebenfalls bei dem Label unterzeichnen konnte. Nach weiteren Auftritten spielte die Band im Sommer 2002 auf dem Relapse Contamination Festival. In den Jahren 2002 und 2003 wurden die ersten Lieder aufgenommen. Als erste Aufnahme entstand ein erstes Demo, das vier Lieder umfasste. John Brockmeyer erkrankte ernsthaft im Januar 2003, woraufhin er die Band verließ. Sein Zwillingsbruder John hielt es daraufhin nicht für richtig alleine in der Band zu bleiben, weshalb er ebenfalls die Besetzung verließ. Als Ersatz kamen der Gitarrist Chris Csar und der Bassist Dave Beck zur Gruppe.  Im Januar 2004 bzw. im Frühling desselben Jahres erschienen das Debütalbum When White Becomes Black und die Single Torrential. Die Single enthält drei exklusive Lieder, die nicht auf dem Album zu hören sind. Die Tonträger bestanden aus Aufnahmen aus den Jahren 2002 und 2003. Die Aufnahmen zum Album hatten vom Februar 2002 bis Mai 2003 unter der Leitung von Jon Smulyan in den TVR Studios stattgefunden. Nach der Veröffentlichung des Albums ging die Band auf eine zweimonatige US-Tour und spielte dabei zusammen mit Bands wie Ion Dissonance, Psyopus, The Red Chord, Dove und Six Feet Under. Währenddessen schrieb die Band bereits an neuem Material. Die Tour enthielt die ersten Auftritte außerhalb in und um Baltimore. Im Frühling spielte die Band auf dem Emissions from the Monolith Festival. Später im Jahr 2004 wechselte Csar zum Bass und Gesang, während Cole Crickenberger die E-Gitarre übernahm. 2005 wiederum wechselte Csar wieder zurück zur E-Gitarre und Jamie Garonzik kam als neuer Bassist hinzu. Etwas später verließ der Schlagzeuger Michaud die Gruppe, woraufhin Csar diese Position übernahm. Im Zuge dessen wechselte Garonzik zur E-Gitarre und das neue Mitglied Nathan Trowbridge bediente nun den Bass. Während dieser Zeit nahm die Band ihr zweites Album auf, das im Juli 2005 unter dem Namen The Sirens of Silence veröffentlicht wurde. Die Aufnahmen hatte von Ende 2004 bis Anfang 2005 in den Godcity Studios unter der Leitung von Kurt Ballou (Converge) stattgefunden. Alan Douches (A Life Once Lost, Burnt by the Sun) hatte das Material gemastert. Gegen Ende des Jahres verließen alle Mitglieder bis auf Peter Maturi die Besetzung. Mit dem Gitarristen Greg Howell, dem Bassisten Graham Millner und dem Schlagzeuger Jimmy Rhodes wurde die Besetzung wieder vervollständigt. Diese Besetzung blieb bis zur Auflösung der Band im November 2006 bestehen. Im Oktober hatte die Band Auftritte zusammen mit ASG und Sourvein gespielt, ehe sich im November noch Auftritte mit Intronaut und Misery Index angeschlossen hatten. 2007 erschien das EyeHateGod-Tribute-Album For the Sick bei Emetic Records, auf dem die Band ihre Version des Liedes Blood Money beisteuerte.
Im Jahr 2009 fand sich die Band wieder zusammen und spielte ihr erstes Konzert seit der Neugründung am 23. Oktober in Baltimore. Dabei spielte sie zusammen mit EyeHateGod, Pig Destroyer, Strong Intention und Triac. Zudem verkündete die Gruppe an einem neuen Album zu arbeiten, das allerdings nie erschien. Stattdessen wurde am 19. Dezember 2010 die erneute Auflösung bekanntgegeben. Michaud trat einer anderen Band bei, während Csar, Maturi und Bob Brockmeyer eine neue Band unter dem Namen The Band That Shall Not Be Named gründeten. Während ihrer Schaffenszeit spielte die Band auch zusammen mit Gruppen wie Converge, Mastodon, Lamb of God, Today Is the Day, Unsane, Pig Destroyer, Misery Index und Superjoint Ritual.

## Stil
Windhawk von progarchives.com bezeichnete die Musik als eine Mischung aus Post-Metal, Sludge und extremem Progressive Metal.
David Perri schrieb in The Collector’s Guide of Heavy Metal Volume 4: The ’00s über When White Becomes Black, dass es sich hierbei um ein gutes Album handelt, das allerdings niemand kennt. Die Musik sei roh und aggressiv. The Sirens of Silence sei durch Aggressionen und Ängste geprägt. Er beschrieb die Musik als massiv, gigantisch und hektisch. Grob lasse sich die Musik mit der von Mastodon, Cult of Luna und Neurosis vergleichen. Das Album sei der passende Antagonist zur neuesten Bloc-Party-Veröffentlichung.
Christopher J. Kelter von roughedge.com schrieb in seiner Rezension zu When White Becomes Black, dass er sich erinnern kann, die Band ein paar Jahre zuvor als experimentellere Version von Today Is the Day beschrieben zu haben. Die Gruppe spiele nun auf dem Album dunklen, nachdenklichen und metallischen Noisecore. Die Band selbst bezeichne ihre Musik als A-Bomb Rock. Das Album versetze den Hörer in ein Wechselbad der Gefühle. Das Album sei für Fans von Mastodon und Neurosis geeignet.
Patrick Dawson von yourlastrites.com verglich die Band in seiner Rezension zu The Sirens of Silence mit Converge, Today Is the Day und Neurosis. Die Band habe die Gabe zusammenhängende und fesselnde Riffs zu spielen die oft eine komplexe Struktur hätten. Den Gesang beschrieb er als intensiv. Das Album sei im Gegensatz zu Vorgänger weniger sinnlose Chaotik, diesem Album liege für ihn eine Energie zu Grunde, die einen dazu anrege, grundlos die Beherrschung zu verlieren. Er empfand das Album besser als die Werke von Ion Dissonance und Isis und bezeichnete die Gruppe als Post-Hardcore-Band.
Matthias Olejnik von metal.de rezensierte das Album ebenfalls und beschrieb die Musik als eine „Mischung aus Metalcore und nicht zu übertriebenem Mathcore“ und biete dabei „[v]ertrackte Parts und wirr klingende Passagen“, „straighte Riff-Attacken“ und „abartiges Geschrei“. Dabei bewege sich die Gruppe am Rande des Avantgardistischen. Klanglich seien Parallelen zu Mastodon, Converge und Isis hörbar. Der Gesang biete in den Liedern keine Abwechslung.
Jordan Rogowski von punknews.org beschrieb die Musik auf dem Album als kakophon und vergleichbar mit The Dillinger Escape Plan und Ion Dissonance. Die Gruppe vermische normalen mit technisch anspruchsvollem, geräuschvollem Metal und Grindcore-artigem Chaos. Auf dem Album repräsentiere die Band Neurosis und Ed Gein gleichermaßen. Langsame, Sludge-artigen und schnelle Passagen würden sich die Waage halten. Rogowski empfand den Gesang als variabel.

## Diskografie
- 2004: When White Becomes Black (Album, At A Loss Recordings)
- 2004: Torrential (Single, Reptilian Records)
- 2005: The Sirens of Silence (Album, Abacus Recordings)